# Iperventilazione
Si definisce iperventilazione quella condizione di frequenti atti respiratori in serie che portano ad una riduzione notevole dell'anidride carbonica nel sangue. 

## Patogenesi
Dal punto di vista della durata dell'apnea, l'aumento dell'ossigeno dato dall'aumento della ventilazione, seppur irrisorio, potrebbe sembrare avere effetti positivi; in realtà, la diminuzione della concentrazione di anidride carbonica porta a non avvertire la "fame d'aria", dato che è proprio la quantità di questo composto che informa il sistema nervoso centrale riguardo alla necessità di respirare.
Ritardando quindi lo stimolo ventilatorio, l'ossigeno presente può così scendere a valori troppo bassi, provocando una sincope ipossica.

## Clinica
Fra i segni e sintomi si riscontrano:
- Respiro troppo rapido e superficiale, non profondo;
- Possibile dolore toracico o altri sintomi simili all'attacco cardiaco;
- Possibile sensazione di formicolio alle estremità superiori e crampi alle dita;
- Agitazione.
- Possibile giramento di testa.

## Applicazioni utili
In passato, l'iperventilazione era una tecnica molto usata dai grandi dell'apnea; ora invece si preferisce ricorrere a nuove tecniche di ventilazione e rilassamento, come la respirazione prāṇāyāma.